# Comfort (Virginia Occidental)
Comfort es un lugar designado por el censo ubicado en el condado de Boone en el estado estadounidense de Virginia Occidental. En el Censo de 2010 tenía una población de 306 habitantes y una densidad poblacional de 117,68 personas por km².

## Geografía
Comfort se encuentra ubicado en las coordenadas 38°7′54″N 81°36′37″O / 38.13167, -81.61028. Según la Oficina del Censo de los Estados Unidos, Comfort tiene una superficie total de 2.6 km², de la cual 2.6 km² corresponden a tierra firme y (0%) 0 km² es agua.

## Demografía
Según el censo de 2010, había 306 personas residiendo en Comfort. La densidad de población era de 117,68 hab./km². De los 306 habitantes, Comfort estaba compuesto por el 99.02% blancos, el 0% eran afroamericanos, el 0.98% eran amerindios, el 0% eran asiáticos, el 0% eran isleños del Pacífico, el 0% eran de otras razas y el 0% pertenecían a dos o más razas. Del total de la población el 0% eran hispanos o latinos de cualquier raza.